# Sík Olga
Sík Olga, eredeti nevén Schőn Olga Zsófia (Máramarossziget, 1911. augusztus 11. – Budapest, 2007. december 30.) magyar operaénekes, művésztanár. A 20. század második felének legjelentősebb énekpedagógusának tartják.

## Élete

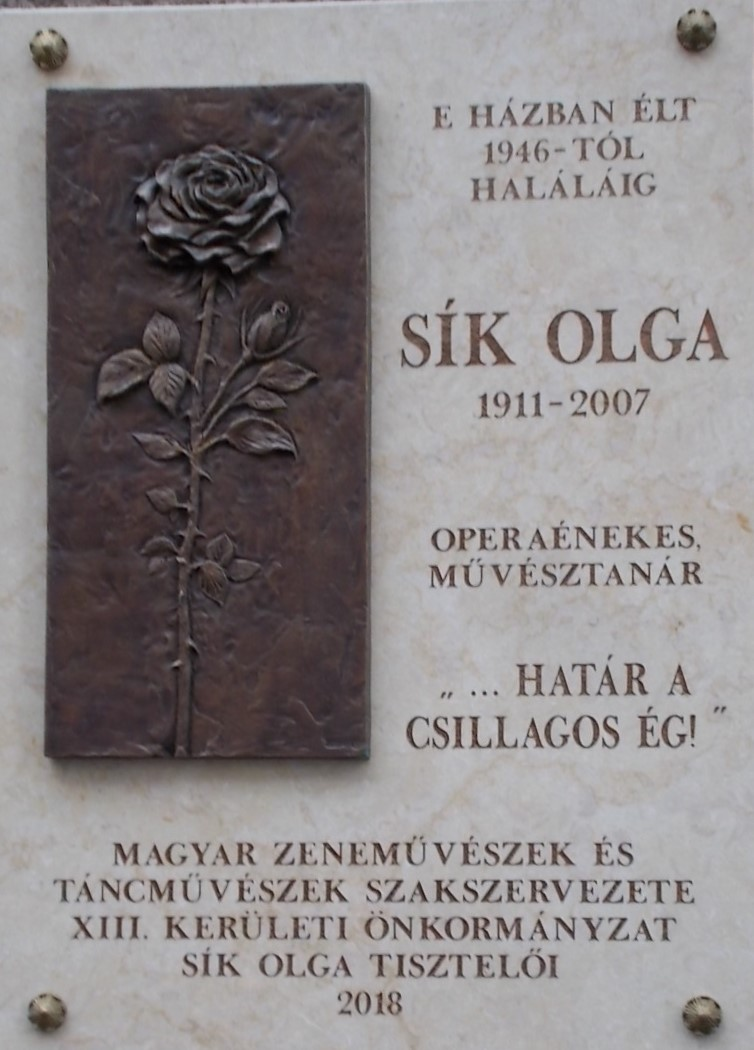
Emléktáblája Budapesten (Újlipótváros, Pozsonyi út 41, Herzen utcai oldalán)

Schőn Farkas Mór és Wallerstein Blanka gyermekeként született. Ő volt a legfiatalabb testvérei közül. Zene iránti fogékonyságát szüleinek köszönheti, apja hegedült, anyja mély alt hangon énekelt neki. Később a család Nagyváradra, majd Debrecenbe költözött.
Debreceni évei alatt jelentkezett a Zeneakadémia operatanszakára. Elmondása alapján annyira izgult, hogy a bársony függönybe kapaszkodott mialatt egész repertoárját elénekeltették vele. A felvételi azonban olyannyira jól sikerült, hogy rögtön a második évfolyamba vették fel.
A Zeneakadémia elvégzése után az Operaház énekesnője lett. Leghíresebb szereplése Verdi Trubadúrjának Azucena szerepének megformálása volt, melyről a korabeli kritika Sík Olga nagyszerű előadókészségéről számolt be. Itt ismerkedett meg későbbi mesterével Szamosi Lajossal, aki a közel 20 évnyi közös munka során rábízta a „Szabad éneklés” módszerének tanítását is.
Az operaházi évek után a Filharmónia énekesnője, illetve ekkor kezdte el hangképző énektanári misszióját. Sík Olga korszakalkotó volt mind a modern énekhangképzés, mind a művészi önkifejezés fejlesztése területén. Úgy tartotta a hangképzés független az énekstílusoktól és ennek jegyében tanított komolyzenei és könnyűzenei énekeseket is. Gyakran ismételt mondata: „…határ a csillagos ég…”
Sík Olga a Bartok Béla Konzervatórium és az Országos Szórakoztatózenei Központ majd rövid ideig a Kőbányai Zenei Stúdió énektanára lett.
Olyan ismert énekesek jártak hozzá, mint Kukely Júlia, Kincses Veronika, Pitti Katalin, Presser Gábor, Zorán, Katona Klári, Falusi Mariann, Kádek Heni, László Boldizsár, Szekeres Adrien, Szűcs Gabi, Zséda... Valamint Sík Olga ötlete volt a Cotton Club Singers formáció is.
Életének utolsó éveiben már csak otthonában vállalt növendékeket.  
2007. december 30-án halt meg Budapesten. Szinte utolsó napjáig tanított.

## Magánélete
Házastársa Scher Tibor rabbi, ókortörténész volt, akivel 1940. október 31-én Budapesten, az Erzsébetvárosban kötött házasságot. 1954-ben elváltak.

## Díjai, elismerései
- Szocialista kultúráért (1970)[8]